# David Leon Toups
David Leon Toups (Seattle, 26 marzo 1971) è un vescovo cattolico statunitense, dal 9 giugno 2020 vescovo di Beaumont.

## Biografia
David Leon Toups è nato a Seattle, nello stato di Washington, il 26 marzo 1971.

### Formazione e ministero sacerdotale
È cresciuto nella Louisiana meridionale e poi si è trasferito in Florida. Ha frequentato la Clearwater Central Catholic High School a Clearwater. Dal 1988 al 1990 ha studiato presso il Florida Southern College di Lakeland e poi è entrato in seminario.
Nel 1993 ha ottenuto il baccalaureato in filosofia e in teologia presso il seminario "San Giovanni Vianney" di Miami e poi è stato inviato a Roma per studi. Ha preso residenza presso il Pontificio collegio americano del Nord. Nel 1997 ha ottenuto la licenza in teologia presso la Pontificia Università Gregoriana.
Il 3 ottobre 1996 è stato ordinato diacono nella basilica di San Pietro in Vaticano da monsignor Edwin Frederick O'Brien, vescovo ausiliare di New York. Il 14 giugno dell'anno successivo è stato ordinato presbitero per la diocesi di Saint Petersburg nella cattedrale diocesana da monsignor Robert Nugent Lynch. In seguito è stato vicario parrocchiale della parrocchia di Santa Francesca Cabrini Parish a Spring Hill dal 1997 al 2001. Nel 2002 è tornato a Roma per completare gli studi. Nel 2004 ha conseguito il dottorato in teologia presso la Pontificia università "San Tommaso d'Aquino" con una tesi intitolata "The sacerdotal character as the foundation of the priestly life including the contribution of blessed Columba Marmion". Tornato in diocesi è stato professore di teologia sacramentale e liturgica, decano assistente poi decano degli studenti del seminario regionale "San Vincenzo de' Paoli" a Boynton Beach dal 2004 al 2006; direttore associato del segretariato per il clero, la vita consacrata e le vocazioni della Conferenza episcopale dal 2007 al 2010; parroco della parrocchia di Cristo Re a Tampa dal 2010 al 2012 e presidente-rettore del seminario regionale "San Vincenzo de' Paoli" a Boynton Beach dal 2012.
È stato anche membro del consiglio presbiterale e della Federazione nazionale dei consigli presbiterali dal 1997 al 2001 e osservatore per la regione della Conferenza episcopale dal 2000 al 2002.

### Ministero episcopale
Il 9 giugno 2020 papa Francesco lo ha nominato vescovo di Beaumont. Ha ricevuto l'ordinazione episcopale il 21 agosto successivo nella cattedrale di Sant'Antonio a Beaumont dal cardinale Daniel Nicholas DiNardo, arcivescovo metropolita di Galveston-Houston, co-consacranti il vescovo emerito di Beaumont Curtis John Guillory e il vescovo di Dallas Edward James Burns. Durante la stessa celebrazione ha preso possesso della diocesi.
Oltre all'inglese, parla spagnolo e italiano.

## Genealogia episcopale
La genealogia episcopale è:
- Cardinale Scipione Rebiba
- Cardinale Giulio Antonio Santori
- Cardinale Girolamo Bernerio, O.P.
- Arcivescovo Galeazzo Sanvitale
- Cardinale Ludovico Ludovisi
- Cardinale Luigi Caetani
- Cardinale Ulderico Carpegna
- Cardinale Paluzzo Paluzzi Altieri degli Albertoni
- Papa Benedetto XIII
- Papa Benedetto XIV
- Papa Clemente XIII
- Cardinale Marcantonio Colonna
- Cardinale Giacinto Sigismondo Gerdil, B.
- Cardinale Giulio Maria della Somaglia
- Cardinale Carlo Odescalchi, S.I.
- Cardinale Costantino Patrizi Naro
- Cardinale Lucido Maria Parocchi
- Papa Pio X
- Cardinale Gaetano De Lai
- Cardinale Raffaele Carlo Rossi, O.C.D.
- Cardinale Amleto Giovanni Cicognani
- Arcivescovo James Joseph Byrne
- Vescovo Lawrence Donald Soens
- Cardinale Daniel Nicholas DiNardo
- Vescovo David Leon Toups